# 西門豹
西門豹（生卒年不详），中國戰國時代魏國安邑（今山西夏县）人，政治家及水利專家，曾立下赫赫战功。魏文侯在位期間，受翟璜推薦擔任鄴令，而河內稱治。西門豹一生最著名的功績就是鄴令任內，破除「河伯娶婦」的陋習，又帶領民眾開鑿了十二條運河，引河水灌溉民田，是为西门豹渠。
《韩非子》、《史记·滑稽列傳》、《论衡》、《战国策》、《淮南子》、《说苑》等书都記載有西門豹的事迹。褚少孙补《滑稽列传》稱其“名闻天下，泽流后世”。

## 邺令

### 河伯娶婦
前400年（魏文侯二十五年），西门豹上任邺县令，問長老民所疾苦，得知當地百姓苦於「河伯娶婦」。長老曰：「每年三老、廷掾與巫祝，賦民錢數百萬，用二三十萬，為河伯娶婦之費，其餘則共分之。當其時，巫祝遍訪人家女子，有幾分顏色者，即云『此女當為河伯夫人』，即娉娶。巫祝將此女沐浴更衣，居於河邊齋宮之內，鋪設一新。卜一吉日，編葦為舟，如嫁女床席，使女登之，浮於河，流數十里乃沉沒。百姓苦此煩費，其人家有好女者，恐大巫祝為河伯娶之，以故多攜女遠逃亡，所以城中益空無人。有謠言指如不為河伯娶美新婦，就會受到神大水泛濫的懲罰。」於是西門豹要求同往送女。
至其時，西门豹到河边赴会。三老、官屬、豪強、父老也都会集在此，百姓也聚觀，有二三千人。西門豹看了「河伯新婦」樣子後，以「此女不佳」為由，要巫祝親自到河伯住處稟報寬限獻女的時日，便命人將巫祝拋入河中淹死。後來又陸續把巫祝弟子及三老丟入河中「催覆」，廷掾與豪強等知道西門豹用意後皆叩頭求饒至額血流地，面如死灰。鄴民大歡喜，殘害人命的陋習「河伯娶妇」從此消失。

### 漳水十二渠
西门豹隨即相度地形，視漳水可通處，征发老百姓开鑿了十二条渠道，引漳水入渠，既殺河勢，又灌溉農田。當其时，老百姓對开渠稍微感到厌烦劳累，但溝渠完成後，當地百姓皆得水利，無旱乾之患，禾稼倍收，百姓樂業，家给户足，生活富裕。
漢朝時，地方官吏認為十二渠截斷了馳道，彼此相距又很近，欲合併渠水，但鄴民人父老反對，認為渠道是經西門豹規劃開鑿，賢君之法度不容更改。地方長吏最終聽取了大家意見，擱置合渠計劃。

## 西門豹祠
由於西門豹治鄴有方，深受人民愛戴，後人修祠建廟祭祀，西門豹祠屬於古鄴城遺址的一部分，位於河南安陽市安陽縣安豐鄉北豐村。曹操葬於西門豹祠附近。在河北省臨漳縣，還存有後趙時期西門豹祠奠基石，刻有：“趙建武六年，歲在庚子，秋八月庚寅造西門豹祠殿。”
西門豹有些後代就是現在少見的西姓。